# Epistulae ad Quintum fratrem
Epistulae ad Quintum fratrem (en català: Cartes al seu germà Quint) és el nom donat al recull de cartes enviades per Ciceró al seu germà Quint entre els anys 60 i 54 aC, publicat segurament per Àtic en algun moment entre la mort de l'orador (43 aC) i la seva (32 aC), segons Carcopino, l'any 33 aC; i descobert per Petrarca a Verona.
Aquesta compilació d'epístoles aplega 27 del total de 869 que ens han pervingut (la resta són als reculls Epistulae ad Atticum, Epistulae ad Brutum i Epistulae ad familiares). Sovint aquest recull es considera una resposta al Commentariolum Petitionis, també conegut com a De petitione consulatus, escrit per Quint per a Ciceró l'any 64 aC.

## Context
La correspondència entre Marc i Quint s'inicia l'any 60 aC, durant el tercer any del proconsolat del germà menor a Àsia. Poc després, havent estat nomenat tribú de la plebs, Clodi impulsa una llei que provoca l'exili de l'orador a Grècia. L'any 57 aC, Ciceró hi torna i intenta recuperar les propietats perdudes (amb el discurs De domo sua); un any més tard, Ciceró s'ha de sotmetre al triumvirat, després que els triumvirs imposessin un nou repartiment del poder i que el mantinguessin al marge en les conferències en què havien participat més de 200 senadors. La correspondència s'interromp l'any 54 aC, mentre Quint és amb Cèsar a les Gàl·lies, tot i que s'ha conservat una carta de Quint a Marc de l'any següent (Epistulae ad familiares).

## Estructura

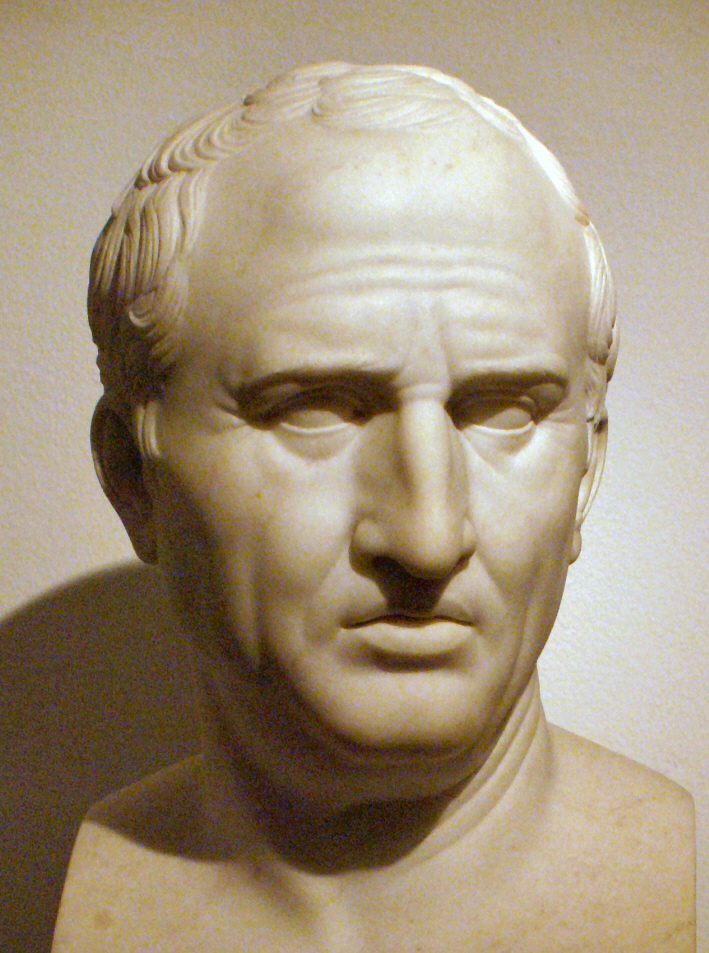
Bust de Marc Tul·li Ciceró, autor de les cartes.

Les 27 cartes que conformen el recull Epistulae ad Quintum fratrem estan agrupades en 3 llibres:
Llibre I
Format per quatre cartes trameses entre el 60 i el 58 aC.
Llibre II
Format per setze epístoles enviades entre els anys 57 i 55 aC.
Llibre III
Format per set cartes remeses l'any 54 aC.

## Contingut
En formar part de la correspondència privada de Ciceró, les Epistulae ad Quintum fratrem ens mostren un home que abandona la seva figura de polític i orador i exhibeix «totes les contradiccions […] de l'ésser humà: sensible i vanitós, obsessionat amb la seva imatge pública i el suport dels poderosos, preocupat per les seves possessions, càlid o distant amb els seus, abatut fins a la depressió, però a vegades ferm, de vegades conseqüent, dubitatiu sempre». En les seves cartes apareixen sobretot temes polítics, com els problemes del senat, la situació de la República, el seu exili a causa de la repressió de l'intent de cop d'estat de Catilina, el proconsulat de Quint a Àsia, la guerra de les Gàl·lies, etc.; però el que segurament s'hi pot destacar més és la constant preocupació que Ciceró manifesta pel seu germà Quint, cosa que també es pot percebre a les cartes dirigides a Àtic (Epistulae ad Atticum).

## Estil
L'estil amb què Ciceró s'adreça al seu germà és íntim i espontani; tot i això «[…] és evident que les cartes de Ciceró tenen un marcat caràcter literari i que l'orador no abdicava dels seus recursos retòrics quan escrivia […] aquestes peces».
Des del punt de vista lingüístic, ja que ens permeten conèixer els tòpics i fórmules que feien servir, l'ús del grec, etc., les Epistulae de Ciceró són considerades els documents més importants a l'hora de conèixer el llatí col·loquial de les classes cultes.

## Llegat
Les cartes de Ciceró van donar origen a una tradició epistolar a Roma, a què també va servir com a model; i la seva gran repercussió va ser immediata. També es pot destacar la importància que va tenir l'estil de l'orador en les seves epístoles pel que fa a l'evolució posterior del gènere.

A més, les Epistulae de Ciceró són un document que ens permet conèixer un dels períodes més importants de la història de Roma, com va dir Corneli Nepot:
Qui les llegeixi no trobarà a faltar una història continuada d'aquella època. I es que s'hi descriu tot allò relacionat amb les ambicions dels principals, els errors dels generals, els canvis experimentats per la República amb tal detall, que res no queda sense descobrir i podria pensar-se amb raó que la seva clarividència és en certa manera una art endevinatòria: Ciceró no només va predir que passaria tot allò que s'esdevingué durant la seva vida, sinó que també va profetitzar, com un endeví, allò que està passant ara. (Nepot, Àtic., 16, 3-4)

### Traduccions
S'han fet un gran nombre de traduccions de les epístoles de Ciceró en terres catalanes, sobretot durant el segle xviii; tanmateix, totes han estat traduccions al castellà.

## Transmissió textual
Se sap per les cites d'autors antics i els manuscrits conservats que la recopilació d'epístoles no va ser feta en quatre reculls, com ens ha arribat avui dia, sinó que segurament cada llibre tindria el seu propi títol; per tant, va ser cap a l'edat mitjana segurament quan les cartes van ser agrupades de la manera que coneixem actualment.
La tradició manuscrita per a les Epistulae ad Quintum fratrem és la mateixa que la de les Epistulae ad Atticum: els manuscrits existents són tardans i estan corromputs; el primer que conservem és de finals del segle xiv, però hi ha altres fonts, com ara el Tornesianus, desaparegut al segle xvi. L'edició crítica més completa és la de Sjögren.